# Peroz III.
Peroz III. (srednjeperzijsko 𐭯𐭩𐭫𐭥𐭰 Pērōz; kitajsko: 卑路斯; pinjin: Bēilùsī) je bil sin Jazdegerda III., zadnjega kralja kraljev sasanidskega Irana. Po očetovi smrti, ki ga je po legendi ubil mlinar na pobudo guvernerja Marva, se je umaknil na Kitajsko na ozemlje pod nadzorom dinastije Tang. Služil je kot general dinastije Tang in vodja Območnega poveljstva Perzije (波斯都督府), izgnanega podaljška sasanidskega dvora. Poveljstvo je ustanovila dinastija Tang na Kitajskem in je bilo pod njeno suverenostjo. Večina tega, kar je znanega o Perozu III., je zapisanega v Stari in Novi knjigi dinastije Tang. 

## Življenjepis
Peroz je prihajal je iz iranske Sasanidske dinastije. Bil je sin šahanšaha Jazdegerda III. V 630. letih sta z očetom pred arabsko invazijo pobegnila v Horasan. Leta 651 je bil po smrti Jazdegerda III. razglašen za šahanšaha, vendar ni imel nobene oblasti. Na koncu je  skozi Pamir pobegnil na kitajsko ozemlje v Kašgariji  (Altišar). 
Leta 656 je cesarja dinastije Tang Gaozonga zaprosil za pomoč v boju proti Arabcem. Leta 661 je vladar Toharistana Išbara Jabgu ponovno zavzel del Horasana in v Nišapurju za novega šahanšaha razglasil Peroza. Peroz III. Horasana ni mogel obdržati, zato je bilo v Sistanu ustanovljeno perzijsko poveljstvo pod Perozovim vodstvom. Osnovo njegovih sil so predstavljale čete iz Toharistana. 
Med letoma 670 in 674 je Peroz prišel k cesarju Tanga v Čangan, kjer je prejel naziv ju vej džangdžun (bojni general desne garde). V tem času so Arabci ponovno prešli v ofenzivo in zavzeli velika območja Sogdije in Toharistana. Leta 678 se je Peroz preselil v Zarandž in na poti nazaj okoli leta 679 umrl. Njegov naziv in položaj je podedoval sin Narsieh. 